# Mușețel
Mușețelul (Matricaria recutita, denumit și romaniță, mătrice, mătricea, morună, roman, romonel sau prin Transilvania românică) este o plantă erbacee anuală, medicinală, din familia Asteraceae, cu frunze divizate și cu flori grupate în capitule terminale. Următoarele denumiri sunt sinonime pentru mușețel: Chamomilla chamomilla, Chamomilla recutita (nume acceptate în conformitate cu Flora Europei), Matricaria chamomilla, și Matricaria suaveolens.
Etimologie: diminutiv al cuvântului mușat din dialectele macedoromân și meglenoromân, adică frumos, în latină formōsus (Pușcariu 665; Candrea-Dens., 655; REW 3450; DAR), cf. *frumușat).

## Prezentare
Musețelul este o plantă erbacee, anuală, spontană, atingând o inălțime între 20 și 60 cm. și mult ramificată, cu flori grupate în capitule terminale. Marginea fiecărui capitul este ocupată de flori albe, iar în  regiunea lui centrală se găsesc numeroase flori tubuloase, galben-aurii. Receptaculul capitulului, plan la începutul înfloririi devine conic și gol la interior, ceea ce permite deosebirea florilor de mușețel adevărat de florile recoltate de la specii înrudite dar care nu au proprietăți terapeutice. Mușețelul este o plantă originară din sudul și sud-estul Europei, astăzi întâlnită în aproape întreaga lume. În România, are o mare arie de răspândire întâlnindu-se aproape peste tot, de la câmpie unde apare masiv pe solurile sărăturoase, pâna în toate locurile însorite și mai umede de pe lângă drumuri, căi ferate, pajiști, fânețe, cu predilecție pe solurile nisipoase ușoare.Înflorește începând cu lunile aprilie-mai până la sfârșitul lunii august, uneori înflorește și a doua oară în septembrie. Momentul cel mai prielnic pentru recoltare este atunci când majoritatea inflorescențelor au petalele marginale dispuse orizontal (Flores Chamomillae), în această fază de înflorire, florile au cel mai mare conținut în ulei esențial. Recoltarea se face numai după ce s-a ridicat roua și numai pe timp însorit, de obicei o singură dată pe an, în lunile mai-iulie.

## Componenții principali
Această plantă conține : ulei volatil bogat în chamazulenă, substanțe amare de natură sescviterpenică, flavonoide, substanțe de natură cumarinică, colină, mucilagii, acid salicilic, fitosterine, substanțe glicozidice,acid clorogenic, camilină, vitamine, săruri minerale.

## Proprietăți
- antiinflamatoare
- antiseptice
- analgezice
- antihistaminice
- cicatrizante și gastrice
- acțiune antiseptică și decongestivă anorectal
- tonic capilar

## Indicații

### Intern
Bun sedativ antispasmatic și stimulent în cistite, în tratamentul enterocolitelor, gastritelor, dismenoreelor, diareei, colicilor intestinale, infecțiilor renale, în boli ale ficatului, în unele stări alergice, în astmul bronșic al copiilor.

### Extern
Are multiple întrebuințări sub formă de cataplasme, gargară, clisme, băi în diferite afecțiuni : arsuri, hemoroizi, răni, dureri de gât, diferite ulcerații ale pielii, abcese dentare, calmează tenurile înroșite și iritate.

## Contraindicații
Este contraindicat a fi utilizat în afecțiuni oculare, având efect iritant la nivelul ochiului. De asemenea, nu îndeplinește condițiile necesare preparatelor oftalmice (ex. condiții de puritate), ceea ce poate duce la o agravare a simptomelor.

## Galerie foto

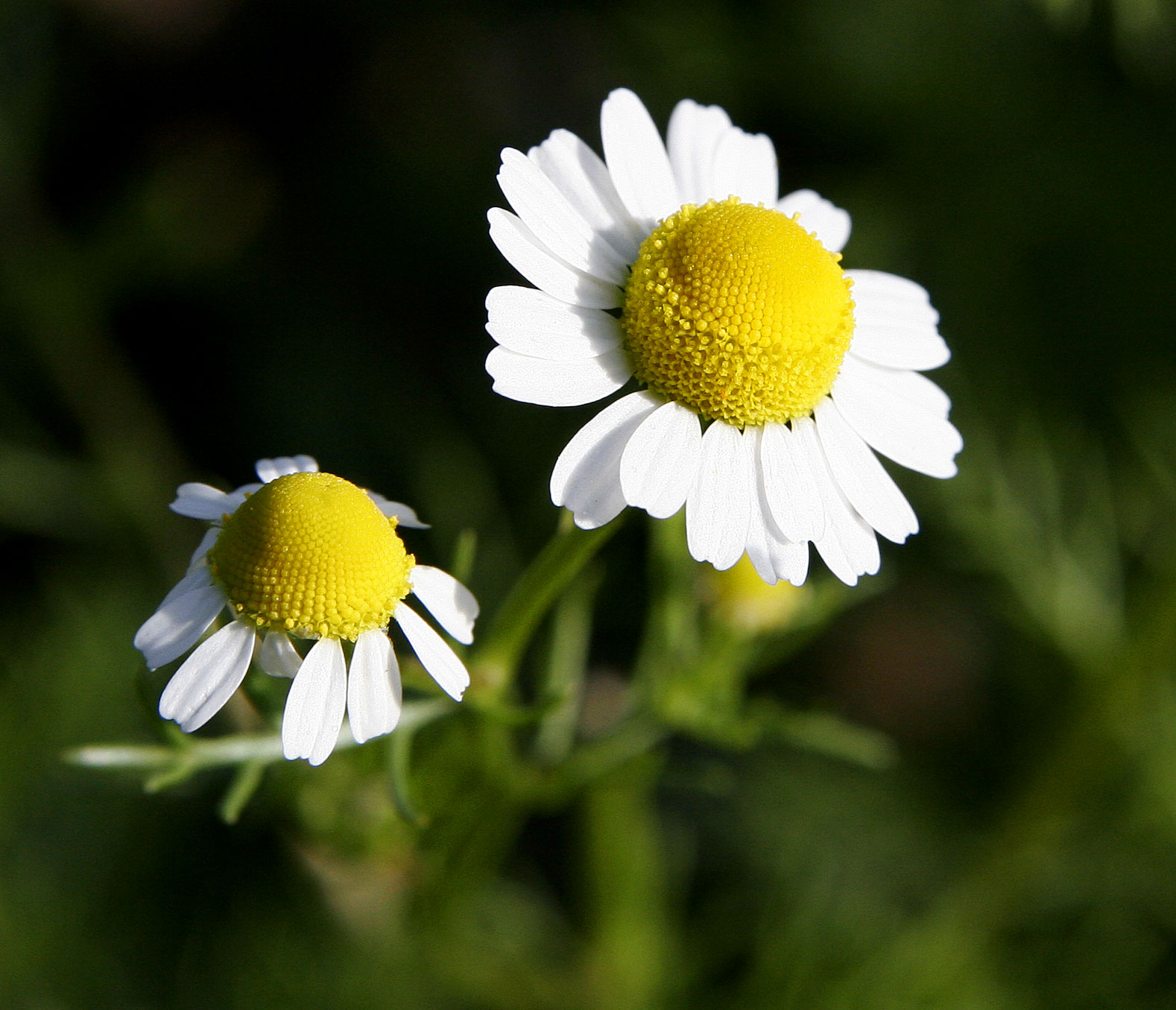
Flori de mușețel
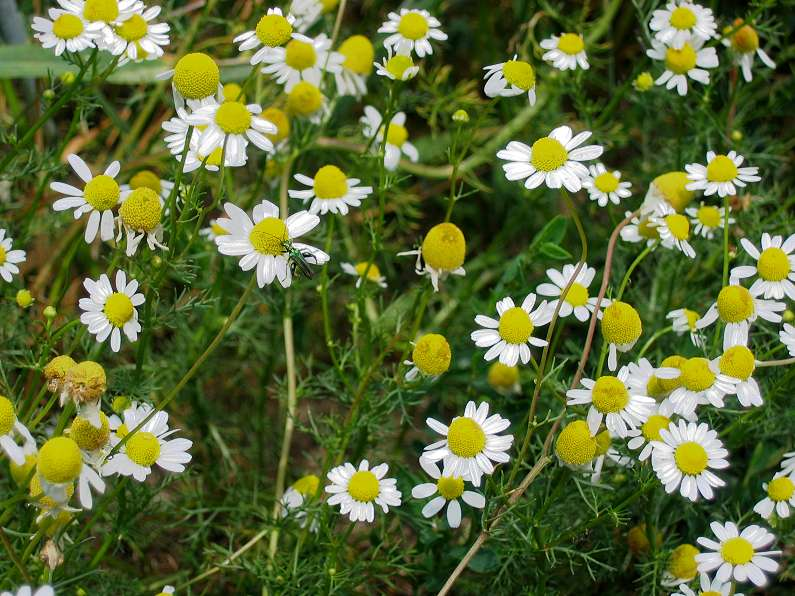
Flori de mușețel
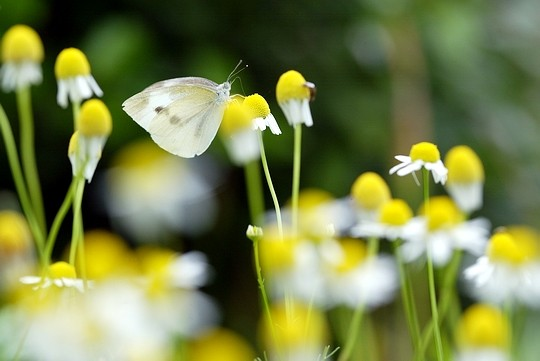
Fluture de varză pe mușețel